# 横田修一郎
横田 修一郎（よこた しゅういちろう、1946年〈昭和21年〉12月9日 - ）は、日本の政治家。元長崎県島原市長（1期）。

## 来歴
長崎県島原市中安徳町に生まれる。島原市立第五小学校、島原市立第三中学校、長崎県立島原高等学校を経て、1969年中央大学法学部卒。同年、長崎県庁に入る。商工労働部長、地域振興部長、教育長などを歴任し、2008年に退職。同年の島原市長選挙に立候補し、元島原市議の古川隆三郎を破って当選。市長時代には職員・組織の役割や責任の明確化を図るため、部制・グループ制を導入したほか、管理職を対象に各自の職務目標を設定する新たな人事評価制度をスタートさせた。また、閉庁日である土・日曜日の午前中に市民向け窓口を開設した。2012年の島原市長選挙に立候補し、再選を目指したが、再び立候補した古川隆三郎に敗れた。